# Kelly Bag

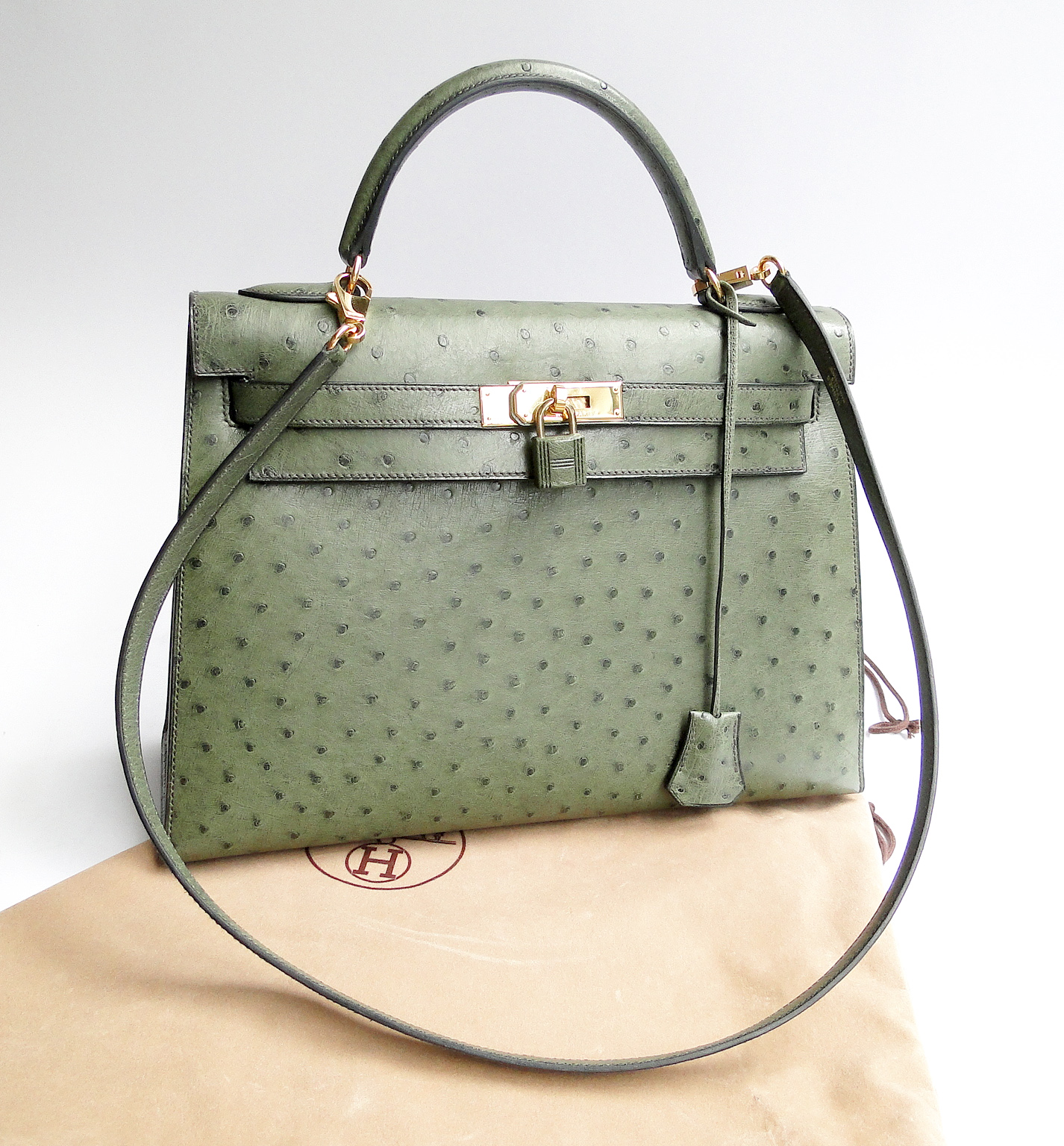
Kelly Bag aus graugrünem Straußenleder

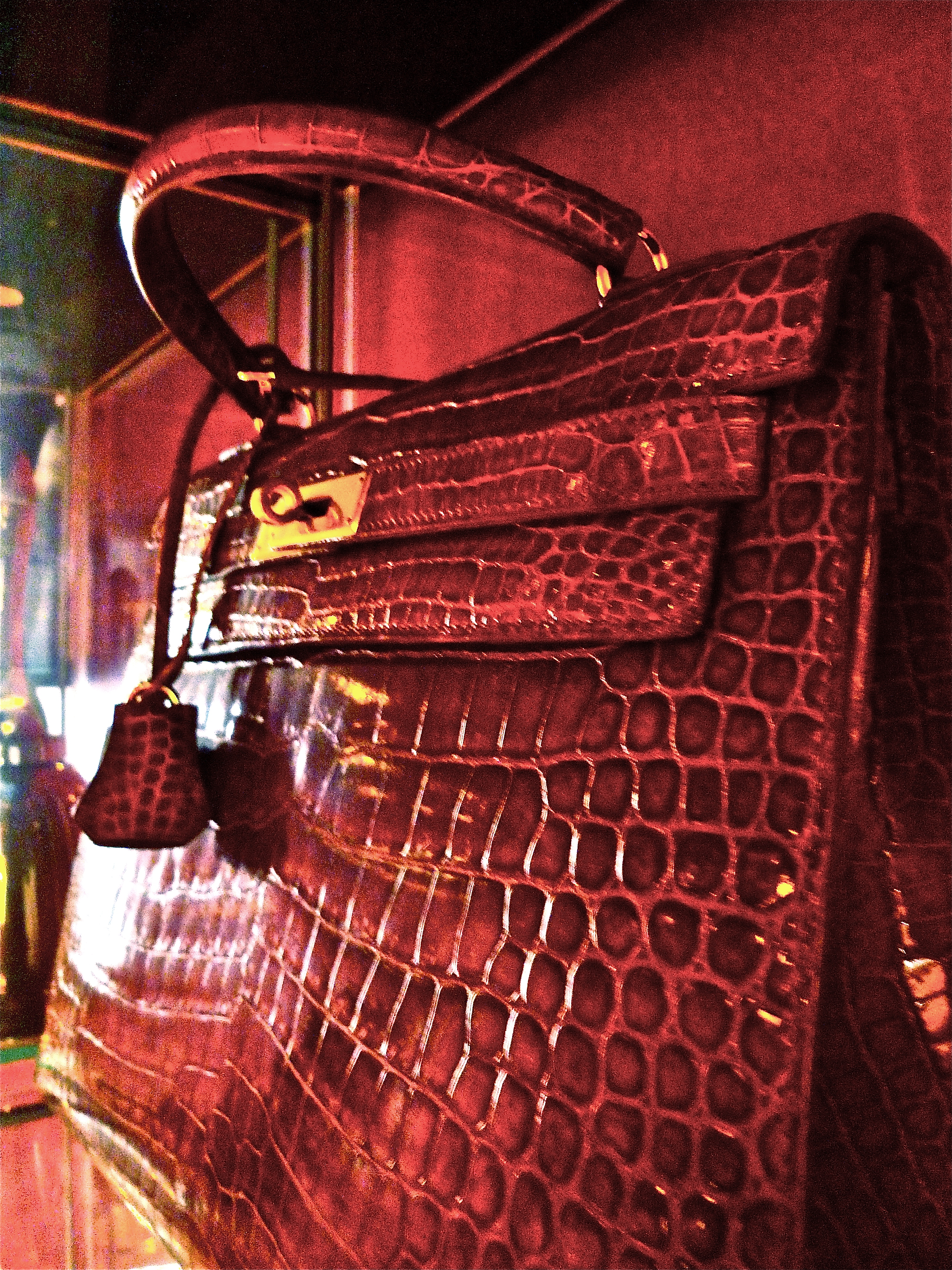
Kelly Bag aus rotem Krokodilleder

Die Kelly Bag ist eine seit 1935 in Handarbeit gefertigte Damenhandtasche der Luxus-Modemarke Hermès, die seit 1956 nach der Schauspielerin und Fürstin von Monaco Grace Kelly benannt ist. Die Tasche ist ein Klassiker des Modedesigns und wird bis heute in zahlreichen Varianten produziert. Sie gilt als eines der bekanntesten Damenhandtaschenmodelle überhaupt und steht für Noblesse und einen zurückhaltend guten Geschmack.

## Geschichte
Die damals auf Sättel, Satteltaschen und Reisegepäck spezialisierte Firma Hermès brachte die spätere Kelly Bag 1935 als „Petit Sac Haut à Courroies“ (oder auch „Sac à dépêches pour dames“) – als kleines Pendant zu den bekannten Reisetaschen von Hermès – heraus. Zunächst war die Tasche kein Verkaufsschlager, blieb jedoch trotzdem dauerhaft im Sortiment. 
Größere Bekanntheit erlangte die Handtasche erst durch die amerikanische Schauspielerin Grace Kelly. Am Tag ihrer Verlobung mit dem Fürsten von Monaco Anfang 1956 wurde Grace Kelly mit einer „Petit Sac Haut à Courroies“ fotografiert, das Foto fand weite Verbreitung. Im Herbst desselben Jahres bereiste die inzwischen schwangere Grace Kelly, seit April 1956 Fürstin von Monaco, die USA. 
Auf dieser Reise trug sie verschiedene Handtaschen. Daraus entstand der Mythos, die Fürstin habe ein schwarzes Exemplar aus Krokodilleder benutzt, um ihre Schwangerschaft zu verdecken. Der vielfach kolportierten Legende nach soll ein Foto der schwangeren Fürstin mit der schwarzen Hermès-Tasche sogar auf dem Cover des Magazins LIFE erschienen sein. 
Tatsächlich ist ein solches Cover niemals erschienen, der Mythos verbreitete sich dennoch und die Tasche wurde zunehmend mit Grace Kelly assoziiert. Hermès reagierte darauf und benannte das Modell in Kelly Bag um.
Kelly Bags werden neu, je nach verarbeitetem Leder und Metall, für Preise zwischen 4.500 und 80.000 US-Dollar verkauft und erzielen auf Auktionen in der Regel vergleichbar hohe Wiederverkaufspreise, auch wenn diese in der Regel deutlich unter den Erlösen für Birkin Bags liegen.

## Design
Die von John Dumas entworfene Kelly Bag besteht aus einem ledernen Korpus mit trapezförmiger, sich nach oben verjüngender Grundform und einem rechteckigen Boden. Die einzelnen Teile sind entweder so zusammengefügt, dass das Leder an den Nähten knapp nach außen übersteht, wodurch sich sehr gerade und klare Kanten ergeben, oder mit inwändigen Nähten ausgeführt, die von außen unsichtbar sind, jedoch weniger strenge Kanten bilden. Die Seitenwände der Tasche sind im verschlossenen Zustand einmal nach innen gefaltet, so dass diese oben flach zuläuft, sich jedoch weit öffnen lässt. Der kurze bogenförmige Henkel, mit dem die Kelly Bag am Arm getragen wird, ist über Metallringe beweglich mit dem Überschlag verbunden und wird beim Öffnen der Tasche nach hinten abgeklappt. 
Der Überschlag ist an seinem unteren Ende rechts und links rechteckig ausgekehlt – hier greift der auf der Rückseite angenähte und seitlich durch die Falten der Seitenwände geführte Verschlussgürtel über den Überschlag, der in der Mitte des Überschlags geschlossen wird und so die Vorderseite der Tasche mit dem Überschlag und dem Verschlussgürtel fest verbindet. Die Tasche steht auf vier kleinen Metallfüßchen, die in den Ecken auf der Unterseite angebracht sind. Im Inneren hat die Tasche je nach Ausführung ein oder mehrere Innenfächer. 
Zu jeder Tasche gehört ein kleines Vorhängeschloss, dessen Schlüssel mit einem passenden Schlüsseletui („Clochette“) versehen und an einem Lederriemen befestigt sind, der sich um die Henkel der Tasche schlingen lässt.
Die Kelly Bag wird in sechs Größen (20, 25, 28, 32, 35 und 40 cm) aus verschiedenen exotischen und heimischen Ledersorten, wie Krokodil-, Alligator-, Büffel-, Eidechsen- und Straußenleder, aus Haihaut oder aus Kalbs-, Rinds- oder Ziegenleder produziert. Gelegentlich variiert Hermès die klassischen Materialien, so entstand Anfang der 1990er Jahre eine Silk Scarf Kelly Bag, die aus den ebenfalls von Hermès produzierten Seidenschals bestand, oder im Jahr 2000 die Kelly Doll, bei der die Tasche mit Gesicht und angefügten Armen und Beinen in eine Puppe verwandelt wurde. 
Anfang 2011 brachte Hermès die Kelly Picnic Bag heraus, eine neue Variante der Kelly Bag mit einem Leib aus Korbgeflecht mit ledernem Überschlag. Die Picnic Kelly wurde von Hermès mit Fotografien „essbarer“ Kelly Bags beworben, die, den Gemälden Arcimboldos nachempfunden, aus Lebensmitteln nachgebildete Formen und Details der Kelly Bag zeigten.
Eine schon um 1960 produzierte Designvariante ist die Kelly Sport Bag, die eine höhere, schlankere Grundform ohne Überschlag hat und mit einem Schulterriemen versehen ist.

## Herstellung
Jede Kelly Bag wird von einem einzigen Täschner in 18 bis 24 Stunden Handarbeit genäht. Dabei wird die Struktur des Leders exakt berücksichtigt, um das natürliche Muster auf den einzelnen Teilen möglichst gut zur Geltung zu bringen. Zunächst wird das Ziegenlederfutter angefertigt, anschließend werden Boden- und Seitenteile miteinander verbunden, wobei jeder Stich zunächst mit einer Ahle vorgestochen und dann mit gewachstem Faden ausgeführt wird. 
Der von Hand geformte Henkel wird mit heißem Wachs gegen Feuchtigkeit behandelt und mit dem charakteristischen Überschlag verbunden, der dann an den Taschenkorpus angenäht wird. Nachdem die Metallteile befestigt worden sind, die ebenfalls von Hand genietet werden, wird die gesamte Tasche gebügelt, um Falten im Leder zu glätten.

## Rezeption des Kelly-Designs
Die bekannteste Fortentwicklung des „Kelly-Bag-Designs“ stammt von Hermès selbst: die 1984 entwickelte Birkin Bag greift sowohl die Grundform der Tasche als auch den charakteristischen Überschlag und Verschlussgürtel auf. Anders als die Kelly besitzt die Birkin zwei Henkel, die an den Seiten befestigt sind. Die Birkin kann damit auch bei geöffnetem Überschlag an den Henkeln getragen werden. Die Grundform der Birkin ist außerdem etwas weniger streng als die der Kelly. 
Unmittelbare Ableitungen des Kelly-Designs von Hermès sind die Kelly Watch, eine Armbanduhr, deren Gehäuse in Form des Vorhängeschlösschens der Handtasche ausgeführt ist, die Kelly 2 Watch – eine Armbanduhr, deren ledernes Uhrarmband dem Verschlussgürtel der Kelly Bag nachempfunden ist (2011), die Kelly Longue Wallet, eine Clutch Bag mit dem charakteristischen Überschlag und Verschlussgürtel (um 2005), sowie die fast identische Kelly Pochette, die sich von der Clutch hauptsächlich durch den an Lederschlaufen befestigen flachen Henkel unterscheidet, sowie ein Muff im Kelly-Design.
Auch andere Hersteller greifen das Kelly-Design auf. Die schlichte Grundform einer am Arm getragenen Handtasche mit Überschlag und Henkel ist inzwischen zur klassischen Grundform des Handtaschendesigns avanciert. Eine aktuelle Interpretation dieser Grundform ist beispielsweise der Mulberry Postman’s Lock Satchel, der neben Überschlag und Henkel auch die kleine lederne Schlüssel-Clochette aufgreift.